# Atentado à imagem de Nossa Senhora Aparecida

Foto da caixa com os fragmentos do corpo da imagem de Nossa Senhora Aparecida, totalizando 165 pedaços, depois do atentado de 1978.

Em 16 de maio de 1978, houve um atentado à imagem de Nossa Senhora Aparecida executado por um jovem Protestante iconoclasta que invadiu o nicho da imagem aproveitando-se de um blecaute, que termina na destruição da cabeça da imagem e na quebra do corpo em vários pedaços. Houve uma restauração da imagem feita no Masp concluída no mesmo ano, e seu retorno à Catedral Basílica de Nossa Senhora Aparecida. Posteriormente, tentativas de se retirar moldes causaram danos menores à imagem.

## Atentado
Na tarde do dia do atentado, uma terça-feira, houve forte ventania em Aparecida. Durante a última Santa Missa do dia na atual Basílica velha, iniciada às 20h, já durante a distribuição da Sagrada Comunhão, às 20:10, ocorreu um blecaute de energia de aproximadamente 2 minutos de duração. Rogério Marcos de Oliveira, de 19 anos, aproveitou-se do blecaute, pulou subindo no nicho da imagem de Nossa Senhora Aparecida, quebrou o vidro protetor no terceiro golpe, pegou a imagem, gerando gritaria na igreja. Ao descer, a coroa ficou presa no vidro quebrado, depois caindo e sendo amassada. A cabeça da imagem desprendeu-se, caiu ao chão e estilhaçou-se em farelos. Eis que a luz retorna, e em meio ao tumulto, Rogério sai com o corpo da imagem, sendo alcançado na rua pelo guarda João Batista, que o puxa pelo braço. Não se sabe se pelo puxão ou desejo de destruí-la, deixa o corpo da imagem cair ao chão e empreende fuga nas ruas escuras de Aparecida. O jovem foi preso a pouco mais de um quilômetro da Basílica, perto do rio, sangrando com cortes na mão e no braço direitos. Foi levado à Santa Casa para tratamento, depois à delegacia e dois dias depois, a um sanatório, sem que se tenha registrado queixa contra ele.
Depois descobriu-se que Oliveira era um jovem da cidade de São José dos Campos, iconoclasta, de um grupo Protestante que havia sido exortado a destruir todas as imagens que pudesse. Tendo ido à paróquia de São José, bateu na imagem do santo com uma toalha. Tendo viajado para Aparecida, realizou o conhecido atentado.
Após a fuga, alguns tentaram correr para linchar o agressor, ao que o Padre Antônio Lino Rodrigues CSsR, na tentativa de acalmar os fiéis, grita que a imagem roubada era falsa. As freiras Êgide e Efigênia começaram a juntar os cacos, depois sendo ajudadas por fiéis presentes, sendo que, infelizmente, houve fragmentos levados a residências. Os padres tentaram manter a versão de que a imagem quebrada era falsa, mas o bispo de Aparecida, Dom Geraldo Penido, revelou no dia seguinte que era a verdadeira, mas ainda escondendo o fato da grande fragmentação da imagem.
Durante os próximos 33 anos, Rogério Marcos de Oliveira, que sempre carregaria o peso de ter sido “o louco que quebrou Aparecida”, conviveu com a esquizofrenia e com visões de anjos imaginários. Segundo o relato do jornalista Sérgio de Paula, passou o restante de sua vida em São José dos Campos graças à ajuda de parentes numa casa sem móveis, pois tinha medo de querer vendê-los para comprar drogas, usando um pedaço de carvão para desenhar demônios e santos nas paredes. Oliveira foi atropelado e morreu na via Dutra no fim de uma tarde de maio, em 2011, onde o motorista fugiu sem prestar socorro.

## Restauração

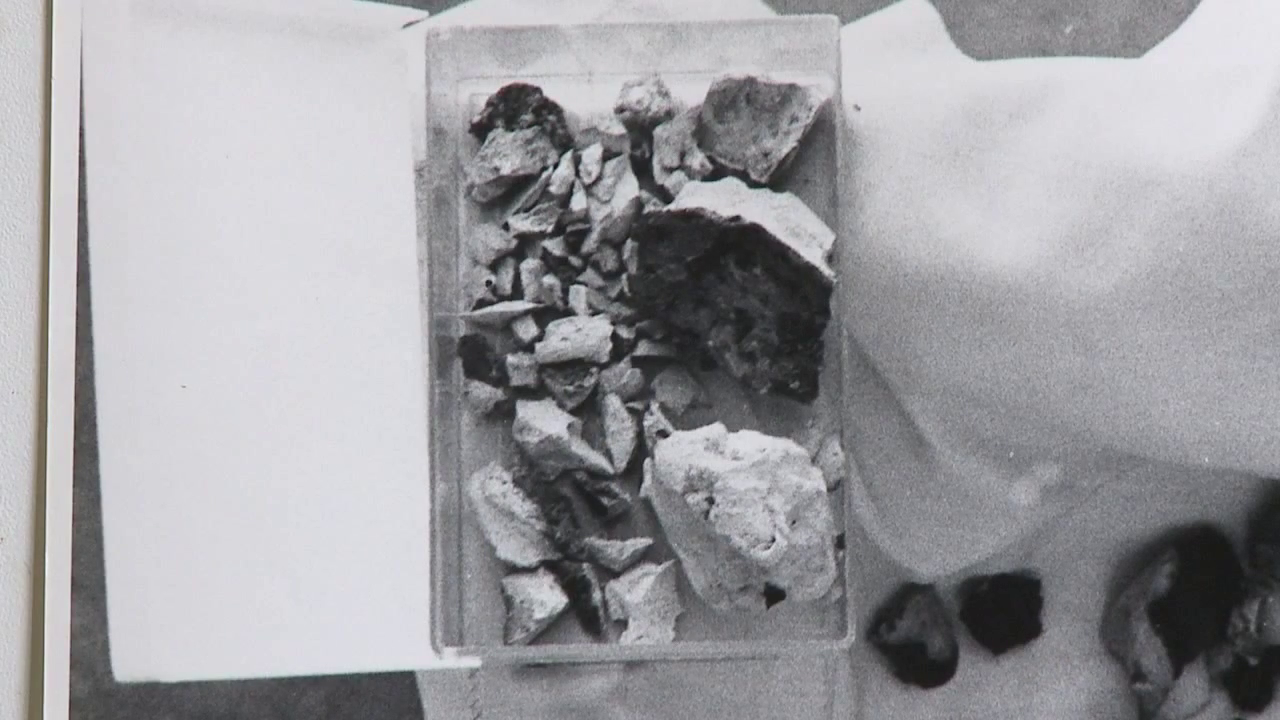
Foto da caixa com os fragmentos da cabeça da imagem de Nossa Senhora Aparecida depois do atentado de 1978.

Dada a importância da imagem, cogitou-se no Santuário colocar uma réplica em seu lugar como sendo a autêntica, tendo logo sido abandonada a ideia. O assunto da restauração foi discutido em diversas esferas da Igreja. O reitor do Santuário, Padre Izidro de Oliveira Santos CSsR telefonou ao Vaticano tentando encomendar a restauração ao prof. Deoclecio Redig de Campos, que havia feito, seis anos antes, a restauração da Pietà, de Michelangelo. Este sugeriu que o Pe. Izidro recorresse ao diretor do Masp, prof. Pietro Maria Bardi. Este encarregaria o serviço à artista plástica Maria Helena Chartuni, à época chefe do Departamento de Restauração do Masp. Em 28 de junho, os padres Izidro e Antônio foram ao Masp, onde entregaram uma caixa branca contendo os fragmentos a Bardi e Chartuni. Perguntaram se estes eram católicos, ao que confirmaram. Rezaram todos uma Ave-Maria para abençoar os trabalhos, e o prof. Bardi acompanhou os religiosos à saída. À imprensa, Pe. Izidro dizia que tinham quebrado a imagem e que a levariam ao Vaticano para restauração, fato desmentido somente às vésperas da restauração ter ficado pronta, o que permitiu sossego nos trabalhos.
No segundo dia dos trabalhos, a sala de restauração do Masp foi isolada com cordas, ficava vigiada 24 horas por dia por seguranças e teve o segredo da fechadura trocado, de forma que apenas Chartuni, Bardi, um fotógrafo do Masp e os padres tinham acesso à sala. Inicialmente a artista classificou cuidadosamente as peças, que eram mais de 200, sendo 165 do corpo. Estudou a cola a ser usada, selecionando uma cola argentina à base de epóxi. Começou pelas peças maiores do manto, depois as mãos, que estavam intactas, e assim por diante. A cabeça foi a parte mais crítica, pois o lado direito fora ou esfacelado, transformando-se em pó, ou perdido, desaparecendo em fragmentos, na noite da tragédia. A artista não teve alternativa a não ser esculpir o que faltava do lado direito da face baseando-se no que vira no lado esquerdo e em réplicas que os padres a levaram. O trabalho efetuado produziu uma cabeça quase idêntica à original, distinguível apenas aos que muito conheciam os detalhes da imagem da Padroeira.
Durante a conclusão parcial dos trabalhos, a imagem estava ainda muito feia. Chartuni discutiu certa vez com Pe. Izidro sobre a cor da imagem. Este queria que esta fosse levemente clareada, sobre o que aquela discordou, querendo manter a cor da imagem à altura do atentado. O reitor exigiu exames de raio-X na imagem para certificar-se de que foram preservados os fragmentos e o pino de alumínio que foram introduzidos no passado. Pe. Izidro, extraoficialmente, não esteve contente com o andamento dos trabalhos de restauração, tendo pedido demissão de seu cargo assim que a imagem retornou a Aparecida.
A restauração foi concluída em 31 de julho de 1978.

## Retorno a Aparecida

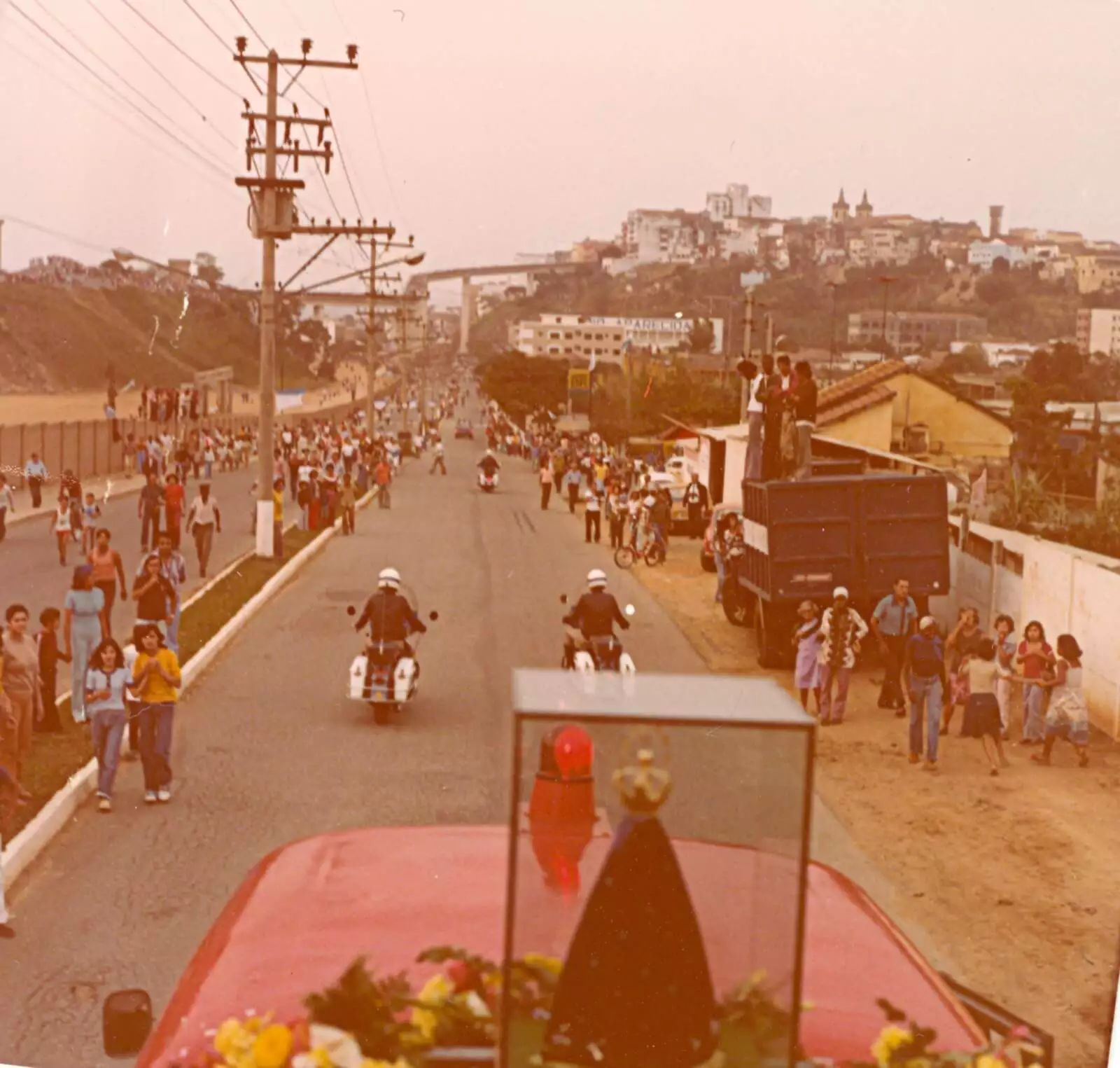
Imagem restaurada levada de volta ao Santuário Nacional de Aparecida, em carro aberto do Corpo de Bombeiros, no dia 19 de agosto de 1978, causando comoção nacional. Uma multidão esperava pela imagem, lotando o entorno do Santuário Nacional e da Rodovia Presidente Dutra.

A imagem retornou a Aparecida sobre um carro do Corpo de Bombeiros. Relata a artista, que esteve no carro dos bombeiros, que “foi um corredor humano que foi da Avenida Paulista até Aparecida, de um lado e do outro”. “Os caminhoneiros vinham do Rio de Janeiro e, quando viam a imagem, se ajoelhavam em cima das cargas e rezavam”.
A devolução da imagem a Aparecida ocorreu menos de duas semanas depois do falecimento do Papa Paulo VI, durante seu luto.

## Danos posteriores
Menos de um ano depois, Padre Izidro, que esteve contrariado com como se procedeu a restauração, após ter renunciado mas antes de ter podido se retirar da reitoria do Santuário, subtraiu a imagem, deixando uma cópia no lugar, e a levou para se fazer um molde que a manchou consideravelmente. Então pintou-a com uma camada grossa de tinta automotiva e a devolveu. A restauradora foi novamente chamada às pressas. Retirou a tinta e a restaurou novamente. Dez anos mais tarde, novo evento de retirada de molde, que a encheu de manchas.

## Manutenção

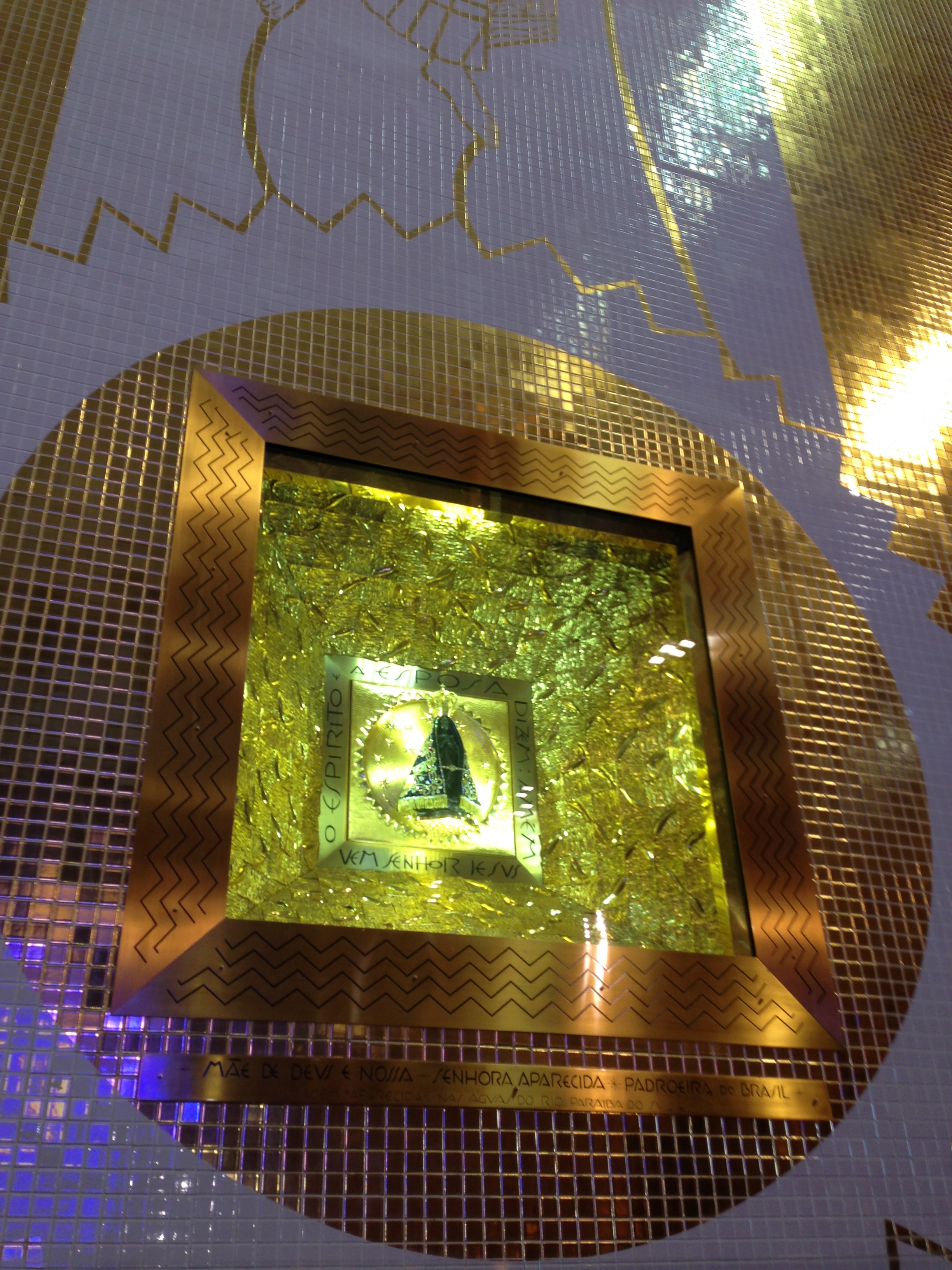
Imagem de Nossa Senhora da Conceição Aparecida em exibição na Catedral de Aparecida.

Após proposta de Maria Helena Chartuni de dar assistência gratuita à imagem enquanto vivesse, o então bispo de Aparecida, Dom Geraldo Morais Pereira, assinou documento atribuindo-lhe esta responsabilidade. A artista dá manutenção na imagem anualmente.

## Repercussão
- Por diversos dias, os eventos relativos ao atentado foram capa dos jornais de todo Brasil. O diário do santuário traz que os jornais traziam comentários “bons, maldosos, falsos, inventados e apimentados, explorando o assunto ao máximo”. O evento saiu das manchetes apenas com o início da Copa do Mundo na Argentina.[3]

- O Prof. Plínio Corrêa de Oliveira, em artigo para o jornal Folha de S.Paulo, considerou a quebra da imagem como um sinal para o Brasil, que havia recentemente aprovado o Divórcio, como as aparições em Fátima, Portugal, foram um sinal para o mundo.[12]